# Nactus galgajuga
Espèce
Synonymes
- Cyrtodactylus galgajuga Ingram, 1978

Nactus galgajuga est une espèce de geckos de la famille des Gekkonidae.

## Répartition
Cette espèce est  endémique du Nord du Queensland en Australie.

## Publication originale
- Ingram, 1978 : A new species of gecko, genus Cyrtodactylus, from Cape York Peninsula, Queensland, Australia. Victorian Naturalist, vol. 95, n. 4, p. 142-146 (texte intégral).